# Чабарашка
Чабара́шка (заст. укр. чеберя́чка від чеберя́ти — робити часті рухи кінцівками) — український народний танець. Про хореографію цього танцю майже нічого невідомо. Мелодії чабарашок з ладово-інтонаційному і ритмічному відношеннях мають багато спільного з мелодіями козачків. Багато чабарашок обробив для фортепіано Є. Турила. П'єсу «Чабарашки» для скрипки в супроводі фортепіано написав Станіслав Людкевич. Єдним з найбільш відомих композиторів жанру був Михайло Завадський.